# Abbaye Sainte-Wivine de Grand-Bigard
L'abbaye Sainte-Wivine ou abbaye de Grand-Bigard est un établissement monastique bénédictin fondé en 1133 et dissous en 1796.
Le monastère est fondé par sainte Wivine sous la forme d'un prieuré placé sous l'autorité de l'abbaye d'Affligem. Il est situé dans la section Grand-Bigard de la commune belge de Dilbeek, dans le Brabant flamand. La communauté se développe et acquiert des biens dans le comté de Flandre et jusqu'en Campine. En 1245, Grand-Bigard prend son indépendance, devenant une abbaye à part entière en 1548. Au XVIe siècle, pendant les guerres de religion, les religieuses fuient vers Termonde et Bruxelles, puis elles entreprennent une reconstruction complète de leur abbaye à leur retour.
L'établissement est dissous par l'autorité française. L'église abbatiale est détruite, et beaucoup de bâtiments vendus. L'actuelle chapelle Wivine (Wivinakapel) est un des vestiges subsistants.

## Situation géographique
L'abbaye est située à 7 km à l'ouest de Bruxelles.

## Histoire

### Histoire du monastère

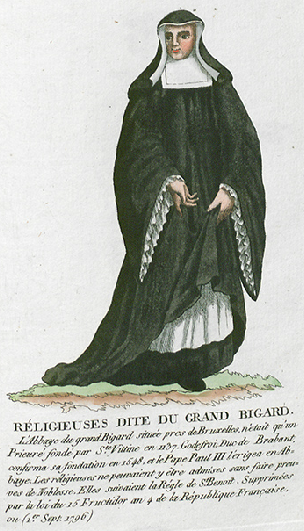
Religieuse dite du Grand Bigard.

Vers 1126, Wivine d'Oisy et un groupe de femmes s'installent dans la forêt à l'ouest de Bruxelles, à proximité d'une source. Comme le nombre de  disciples augmente, Godefroid de Brabant leur offre un terrain en 1133, pour y construire un prieuré. La règle de saint Benoît y est adoptée et le prieuré est placé sous la protection de l'abbaye d'Affligem. En 1142, une bulle du pape Eugène IV confirme la fondation du prieuré.
Soutenue par les ducs de Brabant, la communauté se développe et acquiert des biens alentour dans le comté de Flandre (Overboelare) et jusqu'en Campine (Beerse, Vorselaar, Wechelderzande). En 1245, Grand-Bigard prend son indépendance par rapport à Affligem et devient une abbaye à part entière en 1548, du fait d'une bulle du pape Paul III. À cette date, la direction du moutier est assurée par Catherine van der Straeten (nl). Cette direction sera d'ailleurs assurée par des membres de la famille Van Straeten jusqu'en 1600. 
En 1578, pendant la révolte néerlandaise, les religieuses fuient vers Termonde d'abord et Bruxelles ensuite. Elles reviennent à l'abbaye en 1598 et entreprennent une reconstruction complète.
La majorité des bâtiments a été rénovée au XVIIIe siècle, comme la maison du prêtre, datée de 1756, qui est construite dans le style Louis XV.
Les moniales sont contraintes de quitter leur établissement le 15 septembre 1796. Quelque temps après, le décret français du 29 ventôse an V (17 mars 1797) dissout l'ordre bénédictin et fait fermer l'abbaye.

### Après la fermeture de l'abbaye
Entre 1797 et 1802, les bâtiments sont démolis, à l'exception du portail, de la maison du prêtre, de l'infirmerie et de la ferme. Ce qui reste de l'abbaye est finalement transformé par des laïcs en maison de campagne, en fabrique de chicorée, etc. Les Frères des écoles chrétiennes, propriétaires des bâtiments depuis 1897, y ont installé leur noviciat.
Les bâtiments encore fonctionnels sont actuellement[Depuis quand ?] partiellement occupés par une agence de publicité.

## Aspects architecturaux et culturels
Le site se compose d'une cour à laquelle on accède par une poterne à fronton triangulaire datée 1730 et marquée des armes de l'abbesse Geneviève de Gages. Tout autour de cette cour ou en s'en éloignant, siègent les bâtiments suivants :
- le quartier de la prieure (1757), construction en pierres blanches brabançonnes ;
- des dépendances à toit mansardés de la même époque ;
- l'église abbatiale — dont il reste quelques vestiges — laquelle a connu plusieurs campagnes de travaux (1129, 1177, 1229, XIVe siècle, 1500, 1513, 1727) ;
- les vestiges des galeries claustrales, contenant diverses pierres tombales ;
- l'infirmerie datée 1632 et transformée en maison de campagne.

Le mur d'enceinte et les vestiges de l'abbaye sont classés depuis 1996.

## Abbesses
- Wivine de Grand-Bigard
- Anne Ditter/Dittra (abbesse de 1610 à 1616, probablement aussi quelques années plus tôt et quelques années plus tard)
- Lucrèce de Fourneau, abbesse de Grand-Bigard de 1641 à sa mort en 1664. Elle fut d'abord religieuse (professe le 6 août 1607), puis prieure avant de devenir abbesse[2].
- Isabelle du Quesnoy, sœur du sculpteur François Duquesnoy, fut abbesse de Grand-Bigard de 1693 à 1702.
- Marie Philippine d'Ennetières de La Plaigne, née à Tournai le 17 juillet 1693, décédée à Grand-Bigard en août 1761[3].
- Geneviève de Gages